# Willy and the Poor Boys
Albums de Creedence Clearwater Revival
Green River
(1969) Cosmo's Factory
(1970)
Willy and the Poor Boys est le quatrième album du groupe Creedence Clearwater Revival, paru en 1969. Il a été produit par John Fogerty.
Cet album a été classé 392e sur la liste des 500 plus grands albums de tous les temps selon le magazine Rolling Stone.
Le titre Fortunate Son est utilisé dans les films : Forrest Gump et Die Hard 4 : Retour en enfer. La chanson se retrouve aussi sur la bande sonore du jeu vidéo Battlefield Vietnam. Il fut aussi interprété en français par Johnny Hallyday, ce qui donna adapté par Philippe Labro, le titre Fils de personne sur l'album Flagrant délit en 1971.

## Liste des titres
Tous les titres sont écrits et composés par John Fogerty, sauf indications contraires.
| 1. | Down on the Corner     |           | 2:47 |
| 2. | It Came Out of the Sky |           | 2:56 |
| 3. | Cotton Fields          | Leadbelly | 2:54 |
| 4. | Poorboy Shuffle        |           | 2:27 |
| 5. | Feelin' Blue           |           | 5:05 |

| 6.  | Fortunate Son        |                                            | 2:21 |
| 7.  | Don't Look Now       |                                            | 2:12 |
| 8.  | The Midnight Special | Traditionnel, arrangements de John Fogerty | 4:14 |
| 9.  | Side O' the Road     |                                            | 3:26 |
| 10. | Effigy               |                                            | 6:31 |

| 11. | Fortunate Son (Live in Manchester, England, 1/9/71)                           | 2:13 |
| 12. | It Came Out of the Sky (Live in Berlin, Germany, 16/9/71)                     | 3:26 |
| 13. | Down on the Corner (Jam with Booker T. & the M.G.'s at Fantasy Studios, 1970) | 2:49 |

## Musiciens
- John Fogerty - guitare solo, harmonica, chant
- Tom Fogerty - guitare rythmique, chœurs
- Stu Cook - basse
- Doug Clifford - batterie

## Classements hebdomadaires
| Classement (1970)             | Meilleure position |
| ----------------------------- | ------------------ |
| Allemagne (Media Control AG)  | 25                 |
| Australie (ARIA)              | 2                  |
| Canada (RPM Top Albums)       | 2                  |
| États-Unis (Billboard 200)    | 3                  |
| France (IFOP)                 | 1                  |
| Norvège (VG-lista)            | 2                  |
| Pays-Bas (Mega Album Top 100) | 3                  |
| Royaume-Uni (UK Albums Chart) | 10                 |

## Certifications
| Pays              | Certification | Date             | Ventes    |
| ----------------- | ------------- | ---------------- | --------- |
| Danemark (IFPI)   | Or            | mars 2023        | 10 000    |
| États-Unis (RIAA) | 2 × Platine   | 13 décembre 1990 | 3 150 000 |

## Ventes
Willy and the Poor Boys s'est vendu à 5 540 000 exemplaires dans le monde.